# Mariano IV de Arborea
Mariano IV de Arborea ou Mariano IV de Bas Serra, (Oristano,1317 — Oristano, maio de 1376), foi um juiz-rei de Arborea que governou entre 1347 e a sua morte. Filho segundo de Hugo II de Arborea e da sua esposa Benedita, continuou e reforçou a herança cultural recebida do pai, dedicando-se à luta pela autonomia do julgado de Arborea, ampliando a sua ambição independentista para toda a Sardenha e modificou a sua tática de governo, afastando-se das guerras constantes entre Pisa e Génova que há muito afetavam a ilha sarda. 

## Biografia
Os legados políticos que ligavam Arborea e Aragão eram particulares, em resultado de dois factosː em primeiro lugar a licentia invadendi dada pelo Papa Bonifácio VIII a Jaime II de Aragão, que também lhe deu também o título de Rei da Sardenha, o que parecia totalmente injustificado, visto que os aragoneses possuíam muito território na ilha, que estava já habitada por outras casas nobres mais bem estabelecidas e enraizadas, como o julgado de Arborea, os senhorios pisanos de Gallura e Cagliari, as possessões da família genovesa Doria e, a norte da ilha, a cidade-estado de Sassari.
Por outro lado, foram os juízes de Arborea a ceder à ajuda aragonesa para combater a cada vez mais poderosa resistência militar pisana em Gallura e Cagliari. Nesta altura aconteceu uma espécie de equívocoː por um lado, os juízes de Arborea viam os aragoneses como simples aliados militares, o que poderia ajudar na conquista do resto da  Sardenha, enquanto o rei de Aragão viu os Bas-Serra como senhores feudais que lhe podiam render vassalagem. Porém, na Sardenha não existia sequer um sistema de feudalismo, pelo que na realidade os sardos nunca se sentiram subordinados à Coroa de Aragão. Hugo II inicialmente pensou em ligar-se aos sistemas feudais que Jaime oferecia com a aliança, mas foi apenas uma maneira de evitar a guerra direta.

Os reis de Aragão tentaram de várias maneiras manter os aliados arborenses, de Jaime II a Pedro IV. Por esta razão, este último esforçou-se para manter laços de parentesco com Arborea através de  casamentos, e dando-lhes vários títulos nobiliárquicos, como o de Visconde de Bas. Esta situação era particularmente anormal, considerando que o título de visconde estava reservado à nobreza catalã. Mas tudo isto não chegou para tornar os arborenses vassalos. Sublinhou-se deste modo um racha latente entre a conceção de lealdade na mente do rei de Aragão e da ideia de livre julgado em Arborea. Em qualquer caso, as obrigações, mesmo parentais, entre Aragão e Arborea foram significativas. Talvez este ambiente entre ambas as cortes tenha sido um dos fatores que levaram Hugo II a mandar educar Mariano na corte de Afonso IV, conde de Barcelona.
Assim, Mariano participou ativamente na coroação de Pedro IV de Aragão, filho de Afonso IV, em 1336, mas regressou a Oristano aquando da morte do pai. Sucedeu-lhe o filho mais velho e irmão de Mariano, Pedro III. Terá regressado a Aragão, pois ainda nesse ano, em Barcelona, desposou a catalã Timbora de Rocabertí filha do visconde Dalmácio de Rocabertí, da qual teria quatro filhos.

### Conde de Marmilla e Goceano
Em 1339 Mariano foi reconhecido com o título de visconde de Bas, na Catalunha, e conde de Marmilla e de Goceano. Estes bens ( judicatum aditionale) foram dados a Mariano pela vassalagem prestada ao rei aragonês.
Quando foi conde de Goceano e ainda tinha o título de judex , restaurou o velho castelo (hoje ainda em bom estado), para defender a fronteira norte do julgado. Esforçou-se para tornar a agricultura florescente, o que mais tarde provou ser crucial nas décadas subsequentes de guerra e recuperação económica de todo o julgado, que estava num estado de crise por causa das guerras contra Pisa. Durante este tempo, ele emitiu um primeiro conjunto de normas jurídicas escritas, que principalmente regulamentavam a proliferação da agricultura, a fim de melhorar a produtividade.

### Casamento e descendência
Da sua esposa, Timbora de Rocabertí, Mariano teve quatro filhos, dos quais três chegaram à idade adultaː
- Hugo (1337-1383) que lhe sucedeu;
- Beatriz (1343-1377), casada com o visconde Amalrico VI de Narbona;
- Uma menina, morta prematuramente em 1346;
- Leonor (1347-1404), casada com Brancaleone Doria e que viria a tornar-se regente do seu próprio país em nome dos filhos

Nasceram todos em Molins de Rei (Catalunha). Com avinda do pai para Oristano cresceram em Goceano.
Uma carta enviada por Amalrico VI ao rei Pedro IV de Aragão,
faz esclarecer o facto de que Beatriz era a segunda filha de Mariano, seguindo-se a Hugo III, e Leonor seria a filha mais nova. Isto no contexto da sucessão do julgado, que Amalrico defendia para o filho Guilherme (f. 1397). Como Leonor se encontrava na Sardenha nessa altura conseguiu reverter a situação em seu favor, isto é, possibilitou a sucessão dos seus próprios filhos.
O neto de Beatriz, Guilherme II, sucederia no julgado em 1407, depois da morte do segundo e último filho de Leonor sem descendência, Mariano V.

### Juiz de Arborea
Em 1347, com a morte do irmão Pedro III, Mariano foi proclamado juiz-rei pela Coroa de Logu.
Depois de ter mantido por perto de quinze anos a aliança com Arag̴ão segundo a linha diplomática desenhada pelo pai, Mariano resolve separar-se da política de Pedro IV, pois apercebera-se que este planeava colocar de forma gradual a Sardenha na órbita aragonesa. Por isso, seguidamente à conquista de Alghero pela parte aragonesa, que travava guerra contra os genoveses, em setembro de 1353 desencadeou um conflito destinado a durar até 1420, aquando da venda das prerrogativas arborenses a Aragão por Guilherme II de Narbona, e consequente extinção do julgado. Mas durante o governo de Mariano, Arborea controlou firmemente a guerra. 
Mariano acumulava recursos financeiros com a aquisição de grãos de milho no mercado do Mediterrâneo, que revendia, o que felizmente fazia com houvesse sempre excesso para os tempos de fome.
Depois de um breve período de paz, em 1365, as hostilidades recomeçaram com derrotas graves para Aragão: Pedro de Luna liderou um exército sob as paredes de Oristano, ignorando os castelos na posse dos sardos, o que fez nascer uma guerra nacionalista. O exército da Catalunha e Aragão foi preso pelo ataque combinado de Mariano e de seu filho Hugo, que ganhou várias lutas.
Mariano empenhou-se também como legisladorː Mariano si impegnò anche nel ruolo di legislatore: publicouo Código Rural, que foi retomado mais tarde pela sua filha Leonor e integrado na famosa Carta de Logu, com a intenção de desenvolver a produção agrícola moderna.
Ele também tinha relações com as grandes figuras do seu tempo, como Santa Catarina de Siena. Os seus sonhos, no entanto, foram interrompidos pela morte em maio de 1376 por causa da peste que terá atingido o ponto máximo de proliferação, que no início do século XV terá sido a causa da morte da filha Leonor.